# Starogradska glazba
Starogradska glazba je naziv za glazbeni žanr koji je bio popularan na području današnje Srbije i Makedonije početkom 20. stoljeća. Stilski je bio spoj tradicijske narodne glazbe s tih područja i tadašnje zabavne glazbe. 
Starogradska je glazba skladana u gradovima u kojima se od 19. stoljeća počela javljati građanstvo (buržoazija) čiji se način života razlikovao od tadašnjih seoskih sredina.

## Poznati izvođači
- Dubravka Nešović
- Zvonko Bogdan
- Olivera Marković
- Staniša Stošić
- Grupa Legende

## Vanjske poveznice
- Starogradske pjesme, romanse i balade  Arhivirana inačica izvorne stranice od 21. srpnja 2015. (Wayback Machine) (tekstovi)